# Louise Meintjies
Louise Meintjies (* 17. Juni 1973) ist eine ehemalige südafrikanische Leichtathletin, die im Kugelstoßen sowie im Hammerwurf an den Start ging. Ihren größten Erfolg feierte sie mit dem Afrikameistertitel 1993 in Durban.

## Sportliche Laufbahn
Louise Meintjies trat nur bei den Afrikameisterschaften in Durban international in Erscheinung und gewann dort mit einer Weite von 14,66 m die Goldmedaille.
In den Jahren 1996 und 1997 wurde Meintjies südafrikanische Meisterin im Hammerwurf.

## Persönliche Bestleistungen
- Kugelstoßen: 17,76 m, 8. März 2002 in Kapstadt
- Diskuswurf: 48,67 m, 28. April 2001 in Port Elizabeth